# 胡宗瑜
胡宗瑜（16世紀—17世紀），字伯暇，湖廣承天府荊門州人，明朝、南明政治人物。

## 生平
胡宗瑜是天啟四年（1624年）甲子科舉人，授臨高知縣，任內政事忠厚、勤政慈惠，尊儒重道，每逢四九日都會向諸生授課，又針對縣事利弊興革，縣民感德就創立明通書院祭祀他，在書院中的石亭匾額刻上「神明父母」對聯，清朝康熙四十四年（1705年）時由知縣樊庶重修。
胡宗瑜在隆武年間升任漳南道僉事，其後辭官回鄉，絕口不談仕宦之事，得人稱重。

## 引用
1. 1 2  同治《荊門直隸州志·卷九·人物志》：胡宗瑜，字伯暇，天啟甲子鄉薦，以廣文遷廣東臨高令，潔己愛民，不畏彊禦，居官十載，歸無長物，遂初後絕口不談仕宦事，以禮自防，為郡國重。
2. ↑  同治《荊門直隸州志·卷八·選舉志》：（天啟）四年（舉人）……胡忠【宗】瑜 甲子，臨高知縣，有傳
3. ↑  光緒《臨高縣志·卷十一·宦績類》：胡忠【宗】瑜，湖廣荊門州人，崇禎間以舉人宰臨邑，慈惠勤廉、崇儒重道，每逢四九日，會課諸生談文弗倦；凡諸利弊興革得宜，感德者久而不忘、咸以文章，政事忠厚賢能稱之，通邑士民共創明通書院以祀之，中建石亭，額鐫「神明父母」聯刻，百里弦歌小試大行之兆，萬年香火難酬罔極之恩。國朝康熙四十四年，知縣樊庶重修石亭，額鐫重振頹風。 以上舊志
4. ↑  錢海岳《南明史·卷四十八·列傳第二十四》：同（傅雲龍）時福建監司：……胡宗瑜，字待庵，荊門人。天啟四年舉於鄉。臨高知縣，累遷漳南僉事。